# Allen End
Allen End – wieś w Anglii, w hrabstwie Warwickshire. Leży 34 km na północ od miasta Warwick i 162 km na północny zachód od Londynu.